# 후안 파블로 야노
후안 파블로 야노(스페인어: Juan Pablo Llano, 1977년 11월 17일 ~ )는 콜롬비아의 배우이자 모델이다.